# 马驹桥清真寺
马驹桥清真寺，位于北京市通州区马驹桥镇北门口村，是一座伊斯兰教清真寺。

## 简介
1985年9月，通县人民政府将马驹桥清真寺公布为通县文物保护单位（现为通州区文物保护单位）。马驹桥清真寺始建于明朝，清朝重修。《通州文物志》记载，马驹桥清真寺周围的回民是明朝皇家游猎场南海子建成后，因为商业活动兴旺而聚居起来的人。因马驹桥在京津要道，兴建弘仁石拱桥后，又在桥头造碧霞元君庙，也有利于商业发展，回民纷纷到此定居，故修马驹桥清真寺。清朝、中华民国年间重修。文革期间曾作为生产大队库房，山门被拆除。
该寺建筑为东向一进院落，主要建筑有：
- 影壁：位于中轴线上，砖砌仿木结构，四坡顶，正面浮雕有花鸟。
- 山门：面阔五间，硬山合瓦元宝顶，梢间为倒座西向。文革期间拆除，20世纪末重建。
- 礼拜殿：面阔三间，进深六间，勾连搭四卷，大式作法。窑殿是四角攒尖顶带绿琉璃宝瓶。该寺保存的线装手抄本《古兰经》原来就放置在窑殿内。另有楹联形式阿拉伯文经句，书于窑殿两壁。礼拜殿前有月台，月台上有青砂岩浮雕花卉圆座一件。
- 南、北讲堂：各三间，小式作法。次间吞廊，彻上明造，五架梁，步步紧上下合窗。[1]